# Амаро, Джейс
Джейс Джордан Амаро (англ. Jace Jordan Amaro, 26 июня 1992, Плейно, Техас) — профессиональный футболист, тайт-энд. Выступал в НФЛ за «Нью-Йорк Джетс» и «Теннесси Тайтенс». По состоянию на 2020 год имеет статус свободного агента

## Биография
Джейс родился 26 июня 1992 года в городе Плейно в семье Роберта и Розмари Амаро, второй из троих детей. Он окончил старшую школу имени Дугласа Макартура в Сан-Антонио. Амаро выступал за её футбольную команду и, хотя не играл важной роли в пасовом нападении, получил по четыре из пяти звёзд от сайтов Rivals.com и Scout.com. Также он вошёл в состав символической сборной звёзд школьного футбола по версии USA Today. Джейс получил предложения спортивной стипендии от ряда колледжей, весной 2010 года он объявил, что продолжит учиться и играть в Техасcком технологическом университете.

### Любительская карьера
В студенческом футболе Амаро дебютировал в 2011 году, приняв участие в двенадцати играх команды и сделав семь приёмов на 57 ярдов с двумя тачдаунами. Во втором сезоне он стал игроком стартового состава «Техас Тек», но сыграл только в семи матчах, пропустив вторую половину регулярного чемпионата из-за травмы. В этих семи играх Джейс набрал 409 ярдов и стал лучшим в команде по среднему количеству набираемых ярдов за приём с результатом 16,4. По итогам 2012 года канал ESPN включил его в символическую сборную конференции Big-12.
Прорывным для него стал сезон 2013 года. Сыграв в тринадцати матчах, Амаро побил рекорд NCAA для тайт-эндов, набрав 1 352 ярда на приёме. Этот результат стал вторым в истории футбольной программы университета. Также Джейс стал третьим игроком в истории Техас Тек, сделавшим более ста приёмов за сезон. До него подобное удавалось только ресиверам Майклу Крэбтри и Дэнни Амендоле. Он вошёл в символические сборные сезона по версиям нескольких спортивных СМИ, претендовал на награду Джона Мэки лучшему тайт-энду студенческого футбола. Незадолго до завершения сезона Амаро объявил о своём выходе на драфт НФЛ в 2014 году.

#### Статистика выступлений в NCAA
| Сезон | Команда               | Игры | Приём | Приём | Приём | Приём | Вынос | Вынос | Вынос | Вынос |
| Сезон | Команда               | Игры | Rec   | Yds   | Y/A   | TD    | Att   | Yds   | Y/A   | TD    |
| ----- | --------------------- | ---- | ----- | ----- | ----- | ----- | ----- | ----- | ----- | ----- |
| 2011  | Техас Тек Ред Рэйдерс | 12   | 7     | 57    | 8,1   | 2     | 0     | 0     | 0,0   | 0     |
| 2012  | Техас Тек Ред Рэйдерс | 7    | 25    | 409   | 16,4  | 4     | 0     | 0     | 0,0   | 0     |
| 2013  | Техас Тек Ред Рэйдерс | 13   | 106   | 1 352 | 12,8  | 7     | 0     | 0     | 0,0   | 0     |
| Всего | Всего                 | 32   | 138   | 1 818 | 13,2  | 13    | 0     | 0     | 0,0   | 0     |

### Профессиональная карьера
Перед драфтом 2014 года Амаро сравнивали с игроком «Кливленда» Джорданом Кэмероном. Его сильными сторонами называли телосложение и антропометрические данные, хорошую скорость, навыки работы на маршрутах, хорошую реакцию и технику работы рук, возможность действовать и в роли блокирующего. К недостаткам относили не лучшие видение поля и чтение действий защиты, историю травм, проблемы с самоотдачей в некоторых эпизодах и трудности с дисциплиной.
На драфте Амаро был выбран «Нью-Йорк Джетс» во втором раунде. В мае он подписал с клубом четырёхлетний контракт на общую сумму 4,3 млн долларов. В своём дебютном сезоне он сыграл в четырнадцати матчах, четыре из которых начинал в стартовом составе. В регулярном чемпионате Джейс сделал 38 приёмов на 345 ярдов с двумя тачдаунами. Сезон 2015 года он был вынужден пропустить целиком из-за разрыва суставной губы плеча. Вернуться в состав «Джетс» Амаро не удалось и перед стартом регулярного чемпионата 2016 года он был отчислен.
Четвёртого сентября 2016 года Амаро подписал контракт с «Теннесси Тайтенс», нападение которых отличалось активным задействованием тайт-эндов в пасовой игре. Пробиться в состав он не смог и принял участие всего в трёх играх регулярного чемпионата. В августе 2017 года Тайтенс отчислили его. В сентябре Джейс принимал участие в тренировках в составе «Канзас-Сити Чифс», но предложения контракта не получил. Сезон он пропустил полностью. В январе 2018 года «Чифс» вернулись к кандидатуре Амаро и предложили ему контракт резервиста. В межсезонье он боролся за место третьего тайт-энда в составе команды, но проиграл конкуренцию Алексу Эллису и был отчислен. В сентябре 2018 года Джейс был на просмотре в «Джэксонвилл Джагуарс».
В октябре 2019 года Амаро был выбран в первом раунде драфта XFL клубом «Сиэтл Дрэгонз».

#### Статистика выступлений в НФЛ

##### Регулярный чемпионат
| Сезон | Команда          | Игры | Приём | Приём | Приём | Приём | Вынос | Вынос | Вынос | Вынос |
| Сезон | Команда          | Игры | Rec   | Yds   | Y/A   | TD    | Att   | Yds   | Y/A   | TD    |
| ----- | ---------------- | ---- | ----- | ----- | ----- | ----- | ----- | ----- | ----- | ----- |
| 2014  | Нью-Йорк Джетс   | 14   | 38    | 345   | 9,1   | 2     | 0     | 0     | 0,0   | 0     |
| 2015  | Нью-Йорк Джетс   | 0    | 0     | 0     | 0,0   | 0     | 0     | 0     | 0,0   | 0     |
| 2016  | Теннесси Тайтенс | 3    | 3     | 59    | 19,7  | 0     | 0     | 0     | 0,0   | 0     |
| Всего | Всего            | 17   | 41    | 404   | 9,9   | 2     | 0     | 0     | 0,0   | 0     |